# Frontière entre l'Irak et la Jordanie
 (janvier 2024).
Si vous disposez d'ouvrages ou d'articles de référence ou si vous connaissez des sites web de qualité traitant du thème abordé ici, merci de compléter l'article en donnant les références utiles à sa vérifiabilité et en les liant à la section « Notes et références ».
La frontière entre l'Irak et la Jordanie est la frontière séparant l'Irak et la Jordanie.
Le tracé officiel en a été établi en 1932, puis a été revu en 1984.